# Periferiche Atari 8-bit
Questa voce è relativa alla gamma di periferiche disponibili per la Famiglia Atari 8-bit (serie 400/800, XL e XE).
Tutte le periferiche Atari usano la porta proprietaria SIO che permette di collegare più periferiche contemporaneamente in un'unica catena. Lo stesso metodo fu usato dagli home computer Commodore dal VIC20 in poi.
Queste periferiche erano più costose rispetto a quelle impiegate nello standard IBM. 

## Lista di periferiche

### Serie 400/800 (dal 1979 al 1982)

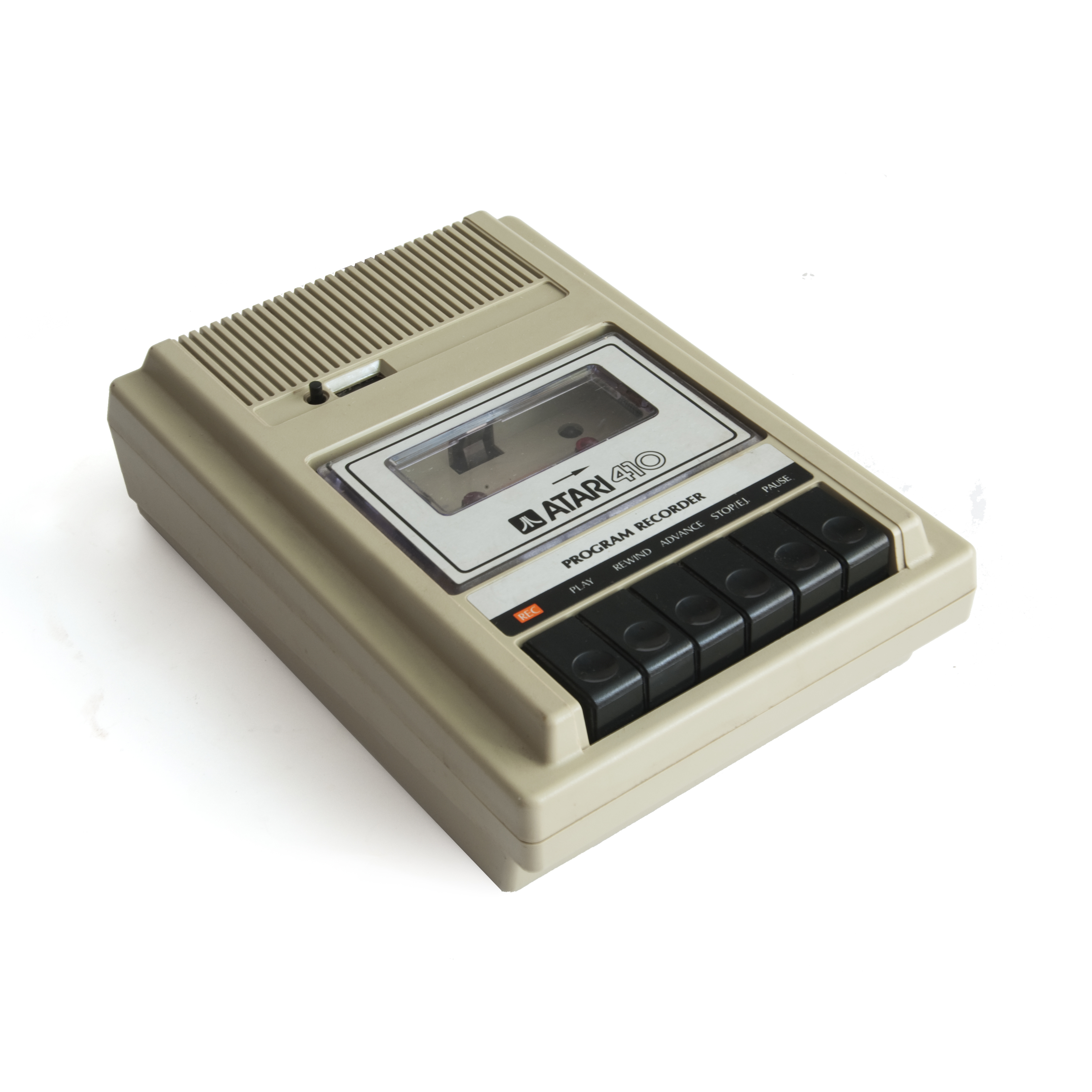
Registratore a Cassette Atari 410

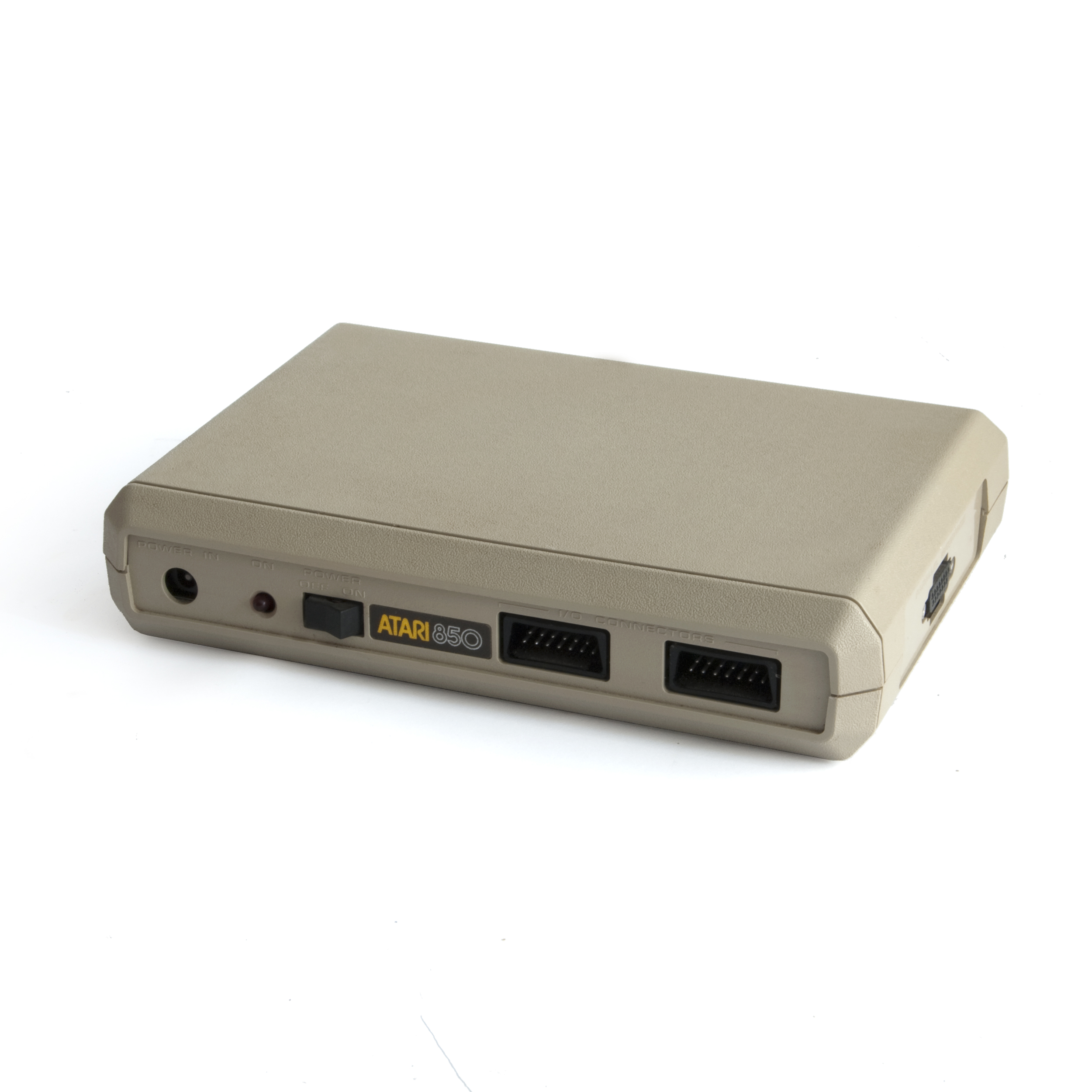
Sistema di espansione Atari 850

- 410 registratore a cassette con velocità di 600 bit/s. Opera su normali audiocassette
- 810 floppy disk da 5¼" , singola densità e singolo lato da 90 KB
- 815 Doppio floppy disk da 5¼" , doppia densità e singolo lato da 180 KB (prodotto in piccole quantità)
- 820 stampante a 40 colonne a matrice di punti
- 822 stampante termica a 40 colonne
- 825 stampante a 80 colonne a matrice di punti (Centronics 737)
- 830 modem a 300 baud con accoppiatore acustico (cornetta). Necessitava di una porta RS-232 e quindi della espansione 850 (rimarchiata Novation CAT)
- 835 modem a 300 baud con connessione diretta
- 850 sistema di espansione includeva 4 porte seriali RS-232 una parallela Centronics
- CX-85 Tastierino numerico da collegare alla porta joystick

### Serie XL (dal 1982 al 1985)

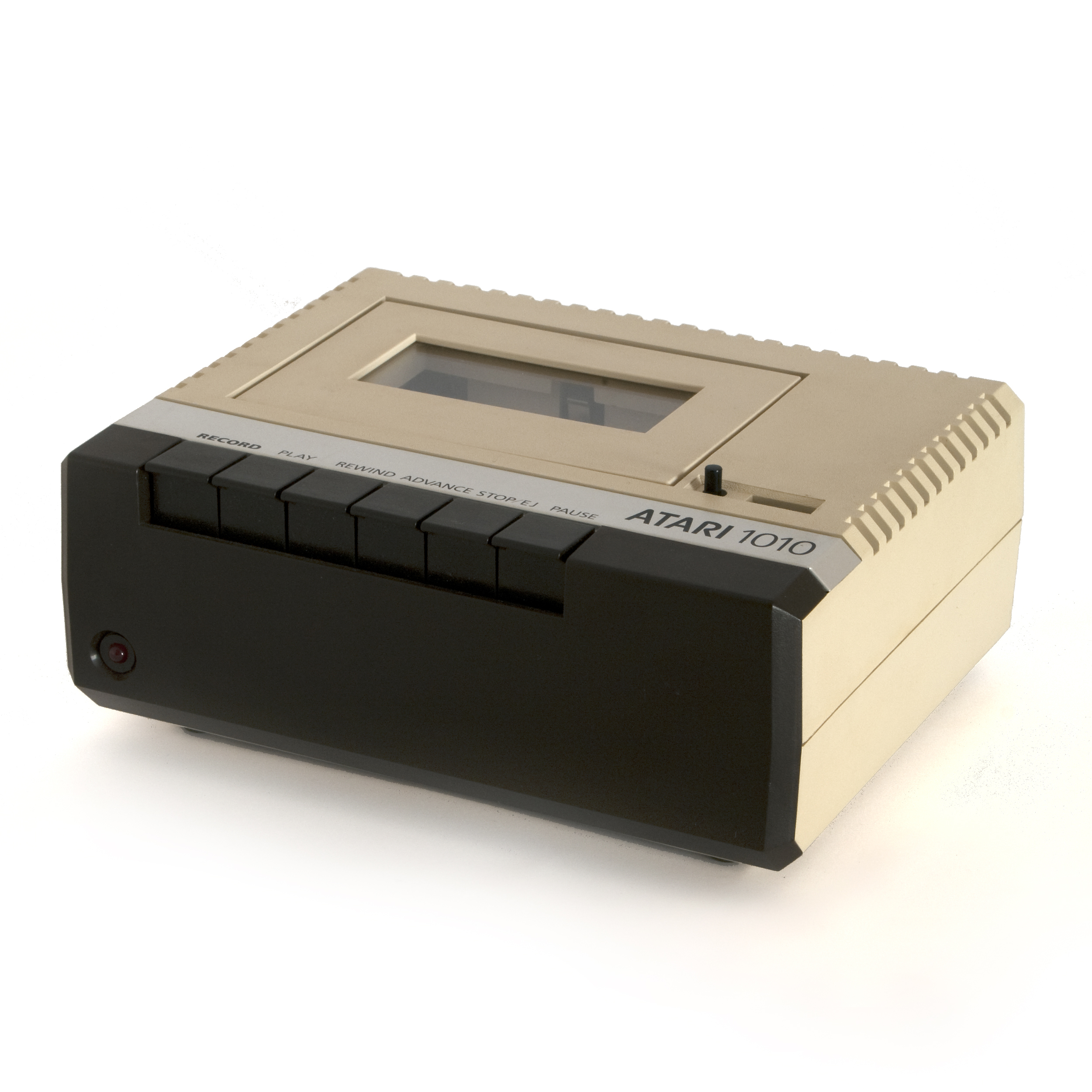
Registratore a cassette 1010

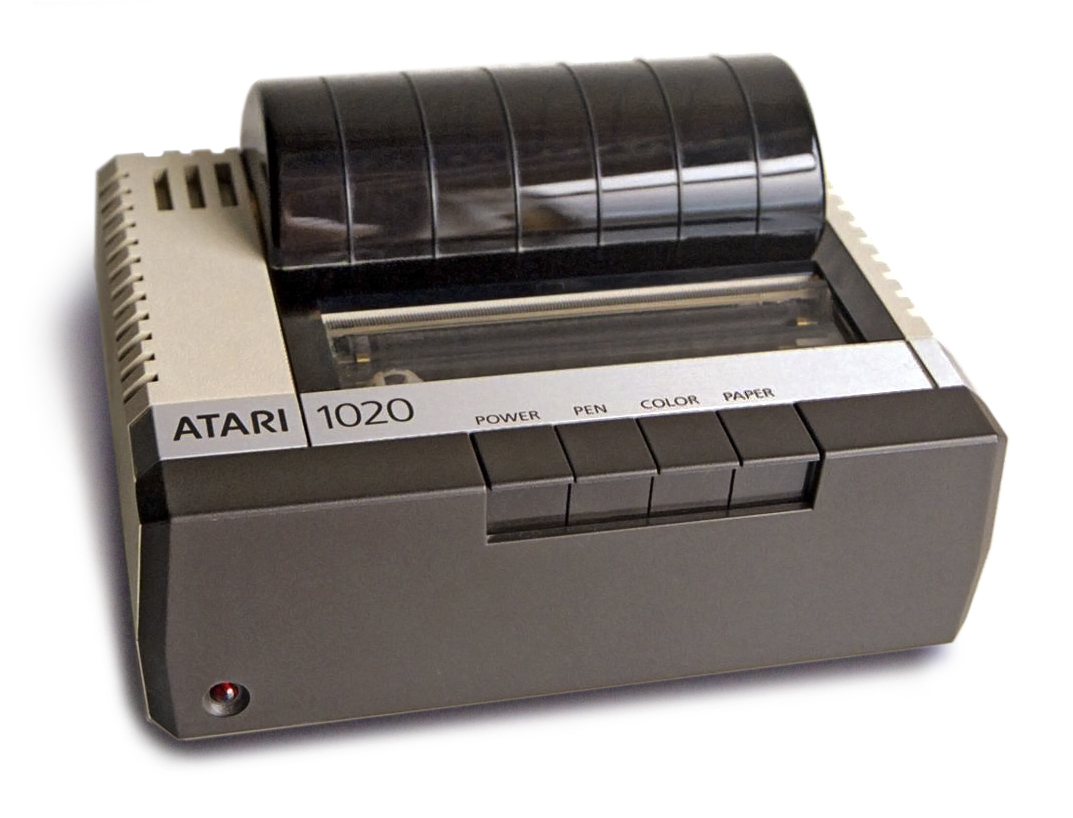
Plotter 1020 a 4 colori. Lo stile ricalca quello delle macchine serie XL

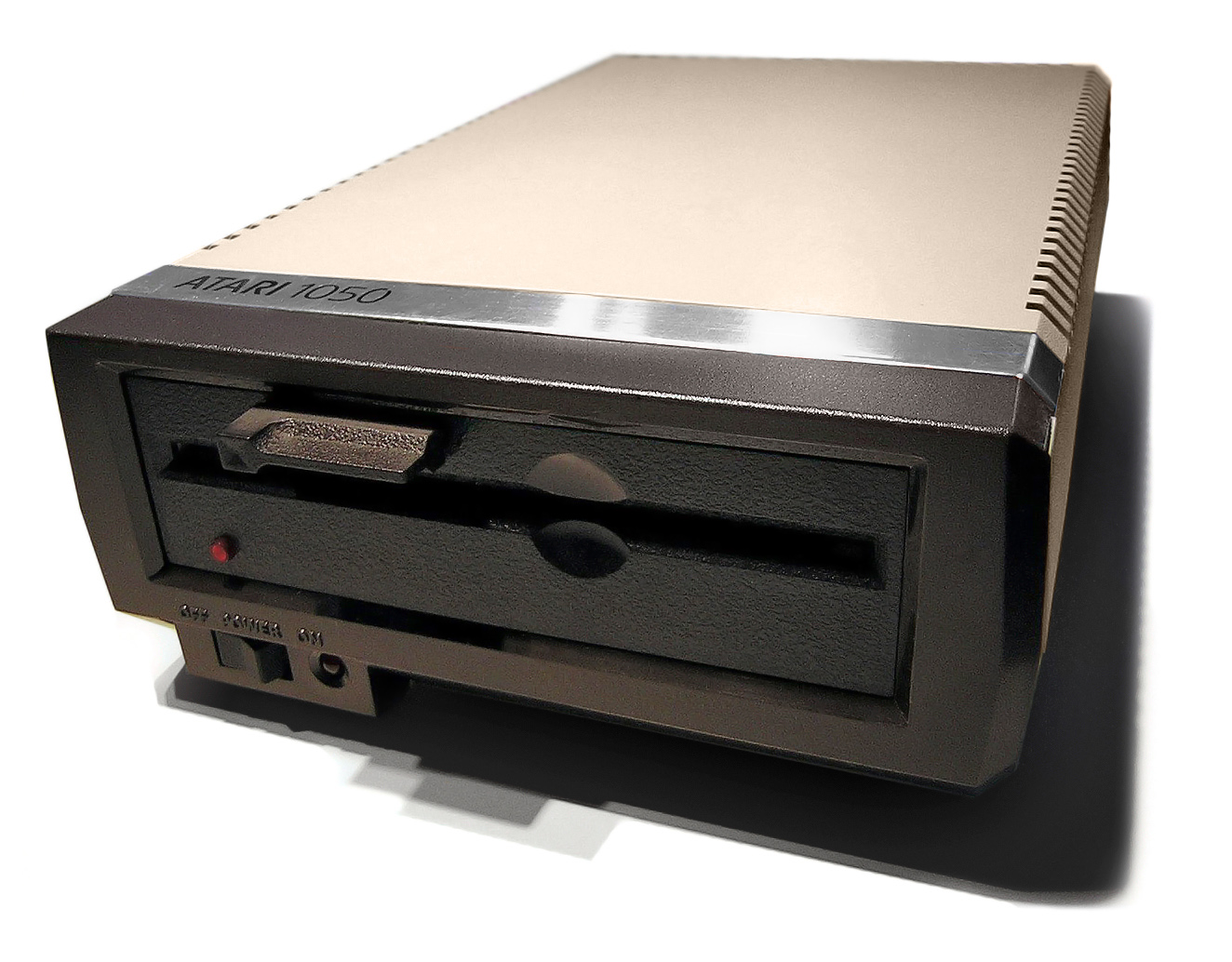
Disk drive 1050

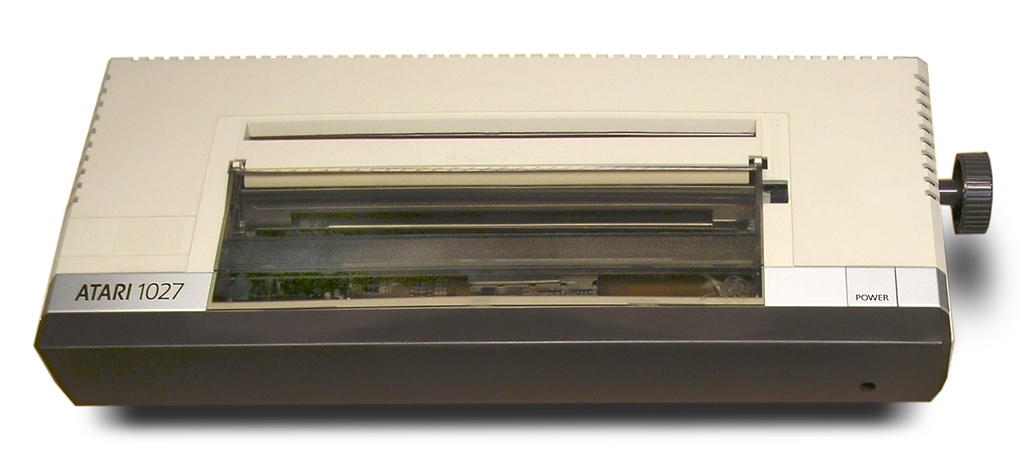
Stampante 1027

- 1010 registratore a cassette, sostituisce il modello 410
- 1020 plotter a 4 colori e 40 colonne dotato di 4 penne
- 1025 stampante a 80 colonne a matrice di punti (Okidata ML-80)
- 1027 stampante a 80 colonne con qualità lettera (Mannesmann Tally Riteman LQ)
- 1029 stampante a 80 colonne a matrice di punti a bassa qualità (meccanica Seikosha)
- 1030 modem da 300 baud con connessione diretta
- 1050 floppy disk da 5¼" , "enhanced density" singolo lato da 130 KB
- 1055 floppy disk da 3½" (mai commercializzato)  Archiviato il 6 luglio 2009 in Internet Archive.
- 1064 modulo di espansione di memoria da 64 KB per il 600XL
- CX77 Tavoletta grafica

### Serie XE (dal 1985 in poi)

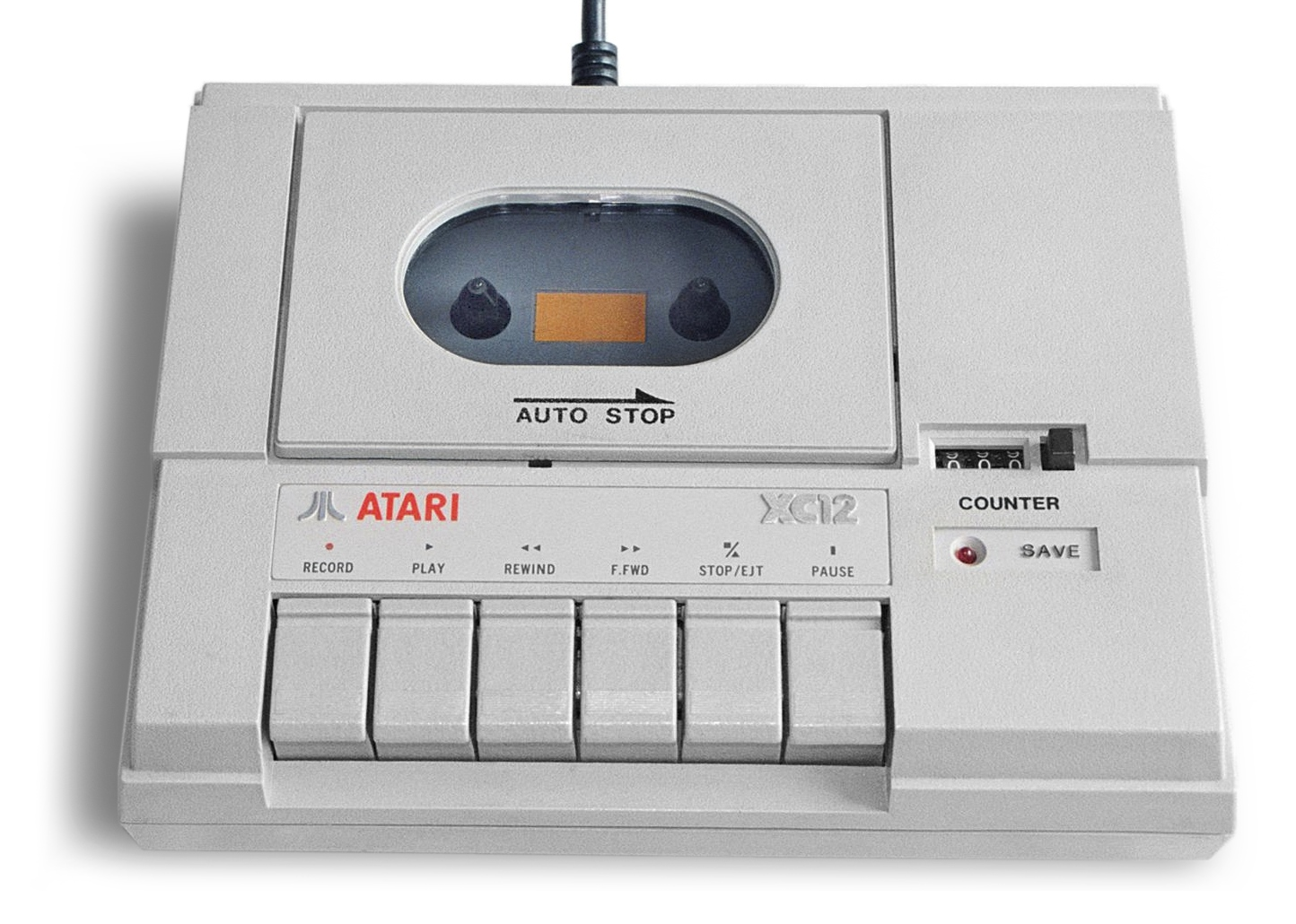
XC12 tape drive. Il colore grigio del case era lo stesso della serie XE.

- XEP80 modulo display a 80 colonne, basato sul chip NS405 (collegato alla porta joystick e controllato dall'integrato Intel 8048)
- XC11 registratore a cassette
- XC12 registratore a cassette. Modelli simili furono venduti principalmente nell'Europa dell'est.[1] Questi includono:
  - XCA12 registratore a cassette con stesso case del XC12
  - CA12 registratore a cassette con stesso case del XC12
  - XL12 registratore a cassette (simile al XC12 con alcune piccole modifiche)
  - XC13 versione del registratore a cassette XC12 "T2000 ready"
- XF351 floppy drive da 3½" (mai commercializzato)
- XF551 floppy disk da 5¼", doppia densità e doppio lato da 360 kB
- XMM801 stampante a 80 colonne a matrice di punti (dot matrix)
- XDM121 stampante a 80 colonne letter quality
- XM301 modem a 300 baud
- SX212 modem a 1200 baud (include una porta RS-232 per l'uso con gli Atari ST)